# Sweden Live
Sweden Live är en konsertvideo med den svenska popduon Roxette, släppt på VHS och Laserdisc den 17 februari 1989. Konserten spelades in i Sverige.

## Låtlista
1. "Dressed for Success"
2. "The Look"
3. "Cry"
4. "Joy of a Toy"
5. "Surrender"
6. "Neverending Love"
7. "Dance Away"
8. "Dangerous"
9. "Soul Deep"
10. "Listen to Your Heart"